# Jacques Tits
Jacques Tits, né le 12 août 1930 à Uccle et mort le 5 décembre 2021 dans le 13e arrondissement de Paris,, est un mathématicien français, d'origine belge. La Belgique ne permettant pas à l'époque la double nationalité, il a renoncé à sa nationalité belge en 1974, avec sa naturalisation française. Professeur à l'université libre de Bruxelles (nommé à 24 ans), il écrit et coécrit un grand nombre d'articles sur des sujets variés, principalement en géométrie et en algèbre. Il effectue l’essentiel de sa carrière au Collège de France à Paris. Il est récompensé en 2008 par le prix Abel, l’une des récompenses les plus prestigieuses en mathématiques.

## Biographie
Tits découvre les mathématiques grâce à son père, lui-même mathématicien, en consultant les ouvrages de sa bibliothèque. À 14 ans, le jeune prodige donne des cours particuliers à des étudiants qui préparent l'École polytechnique de Bruxelles. Il est diplômé de l'université libre de Bruxelles. À l'âge de 20 ans il publie sa thèse de doctorat,, réalisée sous la direction de Paul Libois et portant déjà en germe ses travaux futurs.
Il introduit la théorie des immeubles et des BN-paires, utile dans la théorie des groupes algébriques (y compris certains groupes finis) surtout pour les groupes définis sur les nombres p-adiques. Une BN-paire est une paire formée de deux sous-groupes B et N du groupe G qu'on veut étudier, assujettie à certaines conditions. Lorsque l'on dispose d'une BN-paire dans le groupe G, on peut construire un immeuble, qui est un objet géométrique sur lequel G agit. Les immeubles sont en fait les équivalents pour les groupes algébriques p-adiques des espaces symétriques qui interviennent dans les groupes de Lie réductifs.

## Prix et distinctions
En 1962, Tits est lauréat du prix François-Deruyts décerné par l'Académie royale de Belgique. Il reçoit la médaille Cantor de la Deutsche Mathematiker-Vereinigung (Société mathématique allemande) en 1996 et le prix Wolf en 1993. Il est professeur associé au Collège de France, de 1973 à 1975, puis titulaire de la chaire de théorie des groupes, de 1975 à 2000. Il est membre de l'Académie des sciences à partir de 1979. Il reçoit le prix Abel en 2008 en même temps que John Griggs Thompson.
Jacques Tits est promu officier de la Légion d'honneur en décembre 2008.
Il meurt le 5 décembre 2021,.

## Principales publications
- Jacques Tits, Francis Buekenhout (éditeur), Bernhard Mühlherr (éditeur), Jean-Pierre Tignol (éditeur) et Hendrik van Maldeghem (éditeur), Œuvres – Collected Works, vol. I-IV, Société mathématique européenne, 2013, 3832 p. (ISBN 978-3-03719-126-2).
- Résumé des cours au Collège de France 1973-2000, Société mathématique de France, coll. « Documents mathématiques » (no 12), 2013, x+390 pages (ISBN 978-2-85629-774-2, ISSN 1629-4939, présentation en ligne)
- Bernhard Mühlherr et Hendrik Van Maldeghem (éditeurs), Complement to the Collected Works of Jacques Tits, coll. « Innovation in Incidence Geometry » (no 16), 2018 (DOI 10.2140/iig.2018.16-1).